# Christelle Méniane Doré
Pour les articles homonymes, voir Doré.
Christelle Méniane Doré est une femme d'affaires guinéenne,.
Elle est l'épouse du premier ministre de la République de Guinée, Bernard Goumou.

## Carrière professionnelle
À la suite de la nomination de Bernard Goumou, ministre du commerce puis premier ministre de la République de Guinée, elle fait des apparussions pour des missions de terrain au nom de son époux, notamment des ouvres caritatives à Boké, Kamsar, Kindia et Nzérékoré,.

## voir aussi
- Lauriane Doumbouya
- Louopou Lamah